# Chevrolet G506

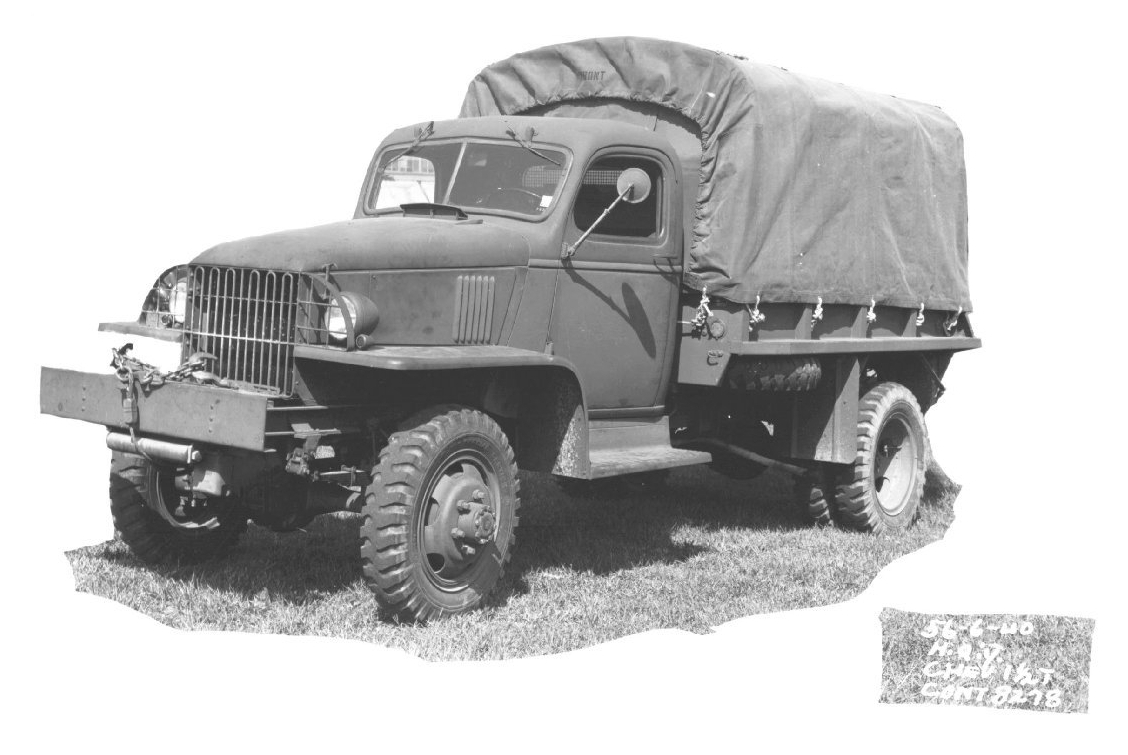
Un Chevrolet G506.

Les G-506 camions, 1 1⁄2 tonne, 4x4, produits en tant que modèles Chevrolet G7100 (et à l'origine G4100), sont une série de camions moyens (légers) à quatre roues motrices utilisés par l'armée des États-Unis et ses alliés pendant et après la Seconde Guerre mondiale. Cette série était livrée pour une cargaison standard, ainsi qu'avec de nombreuses carrosseries spécialisé.

## Histoire
Le G506 était une désignation du catalogue d'approvisionnement de l'U.S.Army Ordnance Corps pour des châssis 1 1/2 tonne, 4X4, camions construit en grand nombre par la Chevrolet Motor Division de GM. Leurs numéros de modèle officiels étaient initialement G4100, puis G7100 Series. Ils sont devenus des 1 1⁄2 tonne, 4x4, camions standard pour l'armée américaine et l'Army Air Corps pendant la Seconde Guerre mondiale.
Au cours de la Seconde Guerre mondiale, l'armée américaine a acheté un total de 167 373 camions quatre par quatre de 1 1⁄2 tonne, et Chevrolet en a fourni la grande majorité,. Selon la révision de 1946 du rapport sommaire d'acceptation de l'armée américaine, Tank-Automotive Materiel, Dodge (Fargo) - le fournisseur standard initial de camions 4x4 1 1⁄2 tonne - a contribué 6 762 camions des modèles VF de la série G-621 en 1940 et Ford (Marmon-Herrington) et Diamond T ont fourni respectivement 6 271 et 136 unités, laissant 154 204 camions Chevrolet.
Cependant, quelque 47 700 des camions de modèles G7107 et G7117 ont été expédiés en Union soviétique dans le cadre du programme de prêt-bail. Les capacités de logistique et de transport de l'Armée rouge soviétique se sont considérablement améliorées au printemps et à l'été 1943, en grande partie grâce à l'approvisionnement régulier de camions de fabrication américaine (tels que les Studebaker US6 et les Chevrolet G506) pour l'URSS.

## Caractéristiques

### Moteur et transmission
Le G506 utilisait un BV-1001-UP Chevrolet, un moteur à essence de 6 cylindres en ligne à soupapes en tête de 3,9 L développant 83 ch (62 kW) à 3 100 tr/min et 249 N m de couple à 1 000 tr/min. Il s'agit d'une version plus petite du moteur utilisé dans le GMC CCKW.
Tous les modèles avaient une transmission manuelle non synchronisée à 4 vitesses et une boîte de transfert à deux vitesses,,.

### Châssis
Le G506 avait un cadre avec deux axes de poutre sous tension sur ressorts à lames semi-elliptiques. Des essieux de type banjo de GM ont été utilisés, ces essieux ont également été utilisés dans des camions GMC CCKW 2 1⁄2 tonnes (2 268 kg). Il y avait trois empattements, un empattement extra court de 125 pouces (318 cm) utilisé uniquement sur le G7128 réparateur de bombes, un empattement court de 145 pouces (368 cm) (une majorité de la production) et un empattement long de 175 pouces (444 cm). Tous les modèles étaient équipés de freins hydrauliques avec surpression, de pneus 7,50-20” et de doubles pneus arrière,,.

### Carrosserie
Presque tous les G-506 avaient une cabine fermée de Chevrolet, partagée avec les versions à cabine fermée du GMC CCKW - à l'exception de trois modèles. Une version fourgon à panneaux a été construite pour l'Army Signal Corps, une cabine ouverte a été utilisée sur les réparateurs de bombes et une cabine avancée a été utilisée pour les camions de fret à carrosserie longue,,. Le modèle pilote avait un panneau supérieur plat comme aile avant, mais les camions de production avaient un arc comme aile.

## Versions
- Modèle G4103 Symbole du livre YK - Enjeu et plateforme cabine sur moteur, K-33, camion
- Modèle G4112 Symbole du livre YQ - Camion de cargaison, empattement long, 4x4
- Modèle G4163 Symbole du livre ZP - Camion de cargaison, avec treuil, 4x4
- Modèle G4174 Symbole du livre ZQ - Camion de cargaison, empattement long, 4x4
- Modèle G7103 Symbole du livre NE - Cabine
- Modèle G7105 Symbole du livre NG - Carrosserie à panneau, voir également van K-51 et K-70
- Modèle G7106 Symbole du livre NH - Carrosserie de déversage, sans treuil (9 008 construits sans treuil[1])
- Modèle G7107 Symbole du livre NJ - Carrosserie de cargaison, sans treuil (86 871 construits[1])
- Modèle G7113 Symbole du livre NK - Cabine (Tracteur)
- Modèle G7116 Symbole du livre NL - Carrosserie de déversage, avec treuil (5 133 construits avec un treuil[1])
- Modèle G7117 Symbole du livre NM - Carrosserie de cargaison, avec treuil (26 207 construits[1])
- Modèle G7127 Symbole du livre NP - Camion de cargaison, empattement long (383 construits[1])
- Modèle G7128 Symbole du livre NQ - Réparateurs de bombes M6, camions G35 (empattement extra-court, 7 868 construits[1])
- Modèle G7132 Symbole du livre NR - Enjeu et plateforme cabine sur moteur, K-54, camion
- Modèle G7163 Symbole du livre NN - Carrosserie de téléphone, avec perce-terre, voir également camion K-44
- Modèle G7173 Symbole du livre NS - Carrosserie de maintenance téléphonique, voir également camion K-43

Versions de l'armée de l'air
- E5 Entraîneur de tourelle
- J3 Camion d'éclairage sur le terrain
- J4 Camion d'éclairage sur le terrain
- J5 Camion d'éclairage sur le terrain
- Camion de pompier, classe 135, brouillard et mousse